# Tiziano Ferro
Tiziano Ferro (Latina, 21 februari 1980) is een Italiaans popzanger. Hij maakte zijn debuut in de nazomer van 2001 met Xdono en werd al snel een van de grootste muzieksterren van Italië. Hij nam zijn Italiaanse albums tevens in het Spaans op en had daarmee groot succes in Spanje en Latijns-Amerika.

## Biografie
In 1997 deed hij mee aan het Festival van San Remo maar kwam niet door de eerste selectieweek heen. In 1998 zat hij bij de 12 finalisten, en werd daar ontdekt door de twee producers Alberto Salerno en Mara Maionchi.
Op zijn debuutalbum Rosso Relativo (2002) combineerde Ferro Italiaanse muziek met r&b en hiphop-invloeden. De Spaanse versie van dit album heette Rojo Relativo en deed het goed in de Spaanstalige gebieden van de wereld.
In 2003 bracht hij zijn tweede album 111 Centoundici uit. Hij verstevigde zijn naam in de zuidelijke streken, maar werd in landen als Nederland gezien als eendagsvlieg.
In 2004 bracht Ferro zijn eerste Engelstalige single Universal Prayer uit. De single werd opgenomen om de Olympische Spelen van 2004 in Athene te promoten. Het lied was een duet met de Britse r&b-ster Jamelia. Bij de MTV Europe Music Awards won hij een prijs voor de Beste Italiaanse Act en zong hij zijn hit Sere Nere (Zwarte Nachten).
In 2004 won Tiziano Ferro een European Border Breakers Award. De European Border Breakers Awards zijn prijzen die jaarlijks worden uitgereikt aan tien jonge veelbelovende Europese artiesten die het jaar ervoor succesvol buiten de eigen landsgrenzen debuteerden.
Op 12 mei 2006 kwam de single Stop! Dimentica (Stop! Vergeet het) uit. Deze werd al snel gevolgd door het album Nessuno è Solo (Niemand is Alleen). Het album werd geproduceerd door Michele Canova en bevat meer elektronische klanken, maar het blijft bovenal muziek van Tiziano Ferro.
In 2006 zong Ferro een duet met Laura Pausini, met wie hij bevriend is. Het nummer Non me lo so spiegare staat op Pausini's album Io Canto. Eerder had hij het nummer al op zijn tweede cd 111 Cento once uitgebracht.
In 2008 kwam het album Alla Mia Età (Op mijn leeftijd) uit.
In 2009 werd de single Breathe Gentle (een duet samen met Kelly Rowland, de Engelse versie van het nummer Indietro) van het album Alla Mia Età uitgebracht. Met het nummer verloor Ferro in Nederland zijn status als eendagsvlieg. Breathe Gentle werd verkozen tot Alarmschijf en belandde in de top 10 van de Nederlandse Top 40.

## Privé
Op 5 oktober 2010 openbaarde Ferro in de Italiaanse versie van Vanity Fair dat hij homoseksueel is. Op 13 juli 2019 trouwde hij met zijn partner Victor Allan.

## Discografie

### Albums
| Album met eventuele hitnotering(en) in de Nederlandse Album Top 100 | Datum van verschijnen | Datum van binnenkomst | Hoogste positie | Aantal weken | Opmerkingen |
| ------------------------------------------------------------------- | --------------------- | --------------------- | --------------- | ------------ | ----------- |
| Rosso relativo                                                      | 06-05-2002            | 03-08-2002            | 40              | 7            |             |

| Album met hitnotering(en) in de Vlaamse Ultratop 200 albums | Datum van verschijnen | Datum van binnenkomst | Hoogste positie | Aantal weken | Opmerkingen |
| ----------------------------------------------------------- | --------------------- | --------------------- | --------------- | ------------ | ----------- |
| Rosso relativo                                              | 2002                  | 18-05-2002            | 30              | 9            |             |
| Nessuno è solo                                              | 23-06-2006            | 29-07-2006            | 76              | 3            |             |

### Singles
| Single met eventuele hitnotering(en) in de Nederlandse Top 40 | Datum van verschijnen | Datum van binnenkomst | Hoogste positie | Aantal weken | Opmerkingen                                                  |
| ------------------------------------------------------------- | --------------------- | --------------------- | --------------- | ------------ | ------------------------------------------------------------ |
| Perdono                                                       | 15-04-2002            | 06-07-2002            | 1(5wk)          | 13           | Nr. 1 in de Single Top 100 / Alarmschijf                     |
| Imbranato                                                     | 2002                  | 28-09-2002            | tip16           | -            | Nr. 85 in de Single Top 100                                  |
| Sere nere                                                     | 05-01-2004            | -                     |                 |              | Nr. 99 in de Single Top 100                                  |
| Universal prayer                                              | 02-08-2004            | 21-08-2004            | tip4            | -            | met Jamelia / Nr. 69 in de Single Top 100                    |
| Stop! dimentica                                               | 02-06-2006            | 29-07-2006            | tip15           | -            |                                                              |
| Breathe gentle                                                | 2009                  | 25-04-2009            | 9               | 10           | met Kelly Rowland / Nr. 7 in de Single Top 100 / Alarmschijf |

| Single met hitnotering(en) in de Vlaamse Ultratop 50 | Datum van verschijnen | Datum van binnenkomst | Hoogste positie | Aantal weken | Opmerkingen                 |
| ---------------------------------------------------- | --------------------- | --------------------- | --------------- | ------------ | --------------------------- |
| Perdono                                              | 2002                  | 30-03-2002            | 6               | 16           | Nr. 3 in de Radio 2 Top 30  |
| Imbranato                                            | 2002                  | 07-09-2002            | 32              | 9            | Nr. 16 in de Radio 2 Top 30 |
| Rosso relativo                                       | 20-01-2003            | 01-02-2003            | tip15           | -            |                             |
| La differenza tra me e te                            | 14-10-2011            | 17-03-2012            | tip45           | -            |                             |